# Incendio en la cárcel de Barranquilla de 2014
El incendio en la cárcel Modelo de Barranquilla de 2014 fue un siniestro ocurrido el 27 de enero de 2014 en la cárcel Modelo, ubicado en la zona nororiental de Barranquilla, Colombia. El hecho produjo la muerte de 17 reos, dejando a 37 de los heridos y más de 600 evacuados.

## Detalles
Según la información oficial, la tragedia comenzó alrededor de las 20:30 horas en la noche del lunes 27 de enero de 2014, a causa de la disputa entre 2 bandas rivales dentro del pabellón B en complejo penitenciario, originado por una pelea de un interno que denunciaba el microtráfico dentro del centro penal. En previos a este incendio había irregularidades de se traficaban drogas alucinógenas, armas cortopuzantes y teléfonos móviles, que esto lo denunció un interno dentro del centro penitenciario.
Los guardianes del INPEC antes del incendio requisaron a los internos se les encontraron elementos como sustancias psicoactivas, teléfonos móviles y cuchillos y provocó un motín dentro del complejo penitenciario que un interno prendió fuego a una colchoneta que los demás internos corrían para salirse del fuego, pero los guardias los encerraron y no lograron salir los diez de los reclusos que estaban en sus celdas.
La alcaldesa de Barranquilla Elsa Noguera, y el defensor del pueblo Jorge Armando Otálora, reaccionaron y lo condenaron como enfáticamente "como una bomba de tiempo que la cárcel había hacinamiento y corrupción entre los internos y los guardias del INPEC". La procuraduría investigará las irregularidades por el incendio dentro del complejo penitenciario. También ya había advertido al gobierno nacional de que existía el hacinamiento de las cárceles del país desde el 2012.
El ministro de Justicia, Alfonso Gómez Méndez, detalló la difícil situación que se vivía en la cárcel los meses anteriores que estaban padeciendo la cárcel.

## Víctimas
La lista de los reclusos muertos ene el incendio se revelaron los nombres de los siguientes diez reclusos:
Los heridos fueron llevados a diferentes centros hospitariarios de Barranquilla, donde aumentaron las víctimas por el incendio a 17.
- Delvis Sebastián Chang Mercado
- Luis Alfonso de Alba Villareal
- Alexander Barros Mercado
- Álvaro Javier Urieles Urieles
- Adolfo Enrique de la Vega Camargo
- Rolfis González Polo
- Joanny de Jesús Zapata Carrillo
- Rafael Antonio Padilla Jiménez
- José Luis Meyer de Ávila
- Eduardo Luis Cervantes Crespo
- César Jesús Niebles Fernández (falleció el 1 de febrero)[13]
- Jhonantan Cantillo (falleció el 4 de febrero)[14]
- Jorge Isaac Carranza Mercado (falleció el 4 de febrero)
- José Luis Solano (falleció el 5 de febrero)
- Jorge Haoracio Meza (falleció el 5 de febrero)
- Francisco Pérez Grau (falleció el 5 de febrero)
- Juna Carlos Jiménez  (falleció el 7 de febrero)[15]